# Saturday Night Football
Saturday Night Football ou ESPN Saturday Night Football on ABC presented by Southwest Airlines est une émission de télévision américaine hebdomadaire rediffusant en première partie de soirée sur ABC les évènements du football américain universitaire géré par la National Collegiate Athletic Association. L'émission sponsorisée par Southwest Airlines a débuté le 2 septembre 2006 et remplace Monday Night Football arrêté la semaine précédente.
Le 13 janvier 2010, ESPN qui produit l'émission au travers d'ESPN on ABC a annoncé qu'elle produirait en 2010 12 semaines de Saturday Night Football ainsi que 4 semaines de NASCAR et de Little League World Series (baseball).